# Raphael Assibey-Mensah
Raphael Assibey-Mensah (* 31. August 1999 in Leipzig) ist ein deutscher Fußballspieler. Der Linksaußen steht beim 1. FC Bocholt unter Vertrag.

## Karriere

### Anfänge in Mainz und England
Assibey-Mensah wuchs in Mainz auf und begann das Fußballspielen beim VfL Fontana Finthen. Schon früh wechselte er in die Nachwuchsabteilung des 1. FSV Mainz 05, wo er die weiteren Jugendmannschaften durchlief. So kam er mehrfach für die Mainzer B-Junioren in der B-Junioren-Bundesliga zum Einsatz. Allerdings konnte er sich nicht als Stammspieler bei seinem Team etablieren. Daraufhin wechselte Assibey-Mensah nach England zum FC Brentford in der Championship. Auch dort wurde er primär in der Jugend und bei der 2. Mannschaft eingesetzt. Nach zwei Jahren bei der Zweiten Mannschaft mit 6 Toren in 62 Spielen verließ er Brentford wieder und kehrte nach Mainz zurück, wo er sich dem Oberligisten TSV Schott Mainz anschloss.
Dort kam er in seiner ersten Saison schon mehrfach zum Einsatz, konnte aber erst am letzten Spieltag beim 4:3-Sieg gegen Hassia Bingen seine ersten beiden Tore erzielen. In der Saison 2019/20 wurde der damals 20-jährige zum endgültigen Stammspieler der Mainzer in der Oberliga. Er wurde zumeist auf der linken Seite eingesetzt und konnte in 20 Einsätzen 8 Tore erzielen. Im März 2020 wurde die Saison allerdings aufgrund der COVID-19-Pandemie zunächst unter- und später abgebrochen. Da sich der TSV Schott Mainz zu diesem Zeitpunkt auf dem 1. Platz der Oberliga Rheinland-Pfalz/Saar befand, wurden sie vom SWFV als Aufsteiger in die Regionalliga Südwest gemeldet.
Auch in der Regionalliga blieb Assibey-Mensah ein wichtiger Spieler der Mainzer. Sein Debüt in der Liga konnte er direkt am 1. Spieltag der Saison beim 4:2-Sieg gegen Eintracht Stadtallendorf geben, als er in der 46. Spielminute für Dominik Ahlbach eingewechselt wurde. In der 86. Spielminute konnte er auch sein erstes Saisontor zum 4:2-Endstand erzielen. Am 22. Dezember 2020 konnte er sein wohl bestes Spiel der Saison abliefern, als er beim 4:2-Sieg gegen Rot-Weiß Koblenz zwei Tore erzielen und ein Tor vorbereiten konnte. Insgesamt verpasste Assibey-Mensah nur drei von 42 Spielen und konnte dabei 12 Tore erzielen, somit trug er entscheidend dazu bei, dass der TSV Schott Mainz am Ende der Saison den Klassenerhalt in der Regionalliga 2020/21 schaffte.

### SC Freiburg
Zur Saison 2021/22 wechselte Assibey-Mensah zum SC Freiburg, bei dem er in der 2. Mannschaft, die zuvor in die 3. Liga aufgestiegen war, eingesetzt wird. Sein Debüt für die Mannschaft gab er direkt am 1. Spieltag der Saison beim 0:0-Unentschieden gegen den SV Wehen Wiesbaden, als er in der 53. Spielminute für Lars Kehl eingewechselt wurde. Nachdem er an den ersten Spieltagen noch regelmäßig zum Einsatz gekommen war, spielte er ab September 2021 keine wichtige Rolle mehr und kam kaum noch zu Einsätzen. Insgesamt kam er so nur auf sieben Einsätze.

### FSV Zwickau
Im August 2022 wechselte Assibey-Mensah zum Ligakonkurrenten FSV Zwickau, nachdem er dort zuvor ein Probetraining absolviert hatte. Er debütierte für die Sachsen am 4. September 2022 beim 0:0-Unentschieden gegen Viktoria Köln. Insgesamt stand er in der Hinrunde stets im Kader der Zwickauer und kam zu mehreren Kurzeinsätzen. Am 15. Oktober 2022 konnte er bei der 2:3-Niederlage gegen den 1. FC Saarbrücken schließlich sein erstes Tor in der Liga erzielen.

### Rückkehr nach Mainz und weitere Regionalligastationen
Anfang September 2023 kehrte er zum TSV Schott Mainz in die Regionalliga Südwest zurück. Dort wurde er auf Anhieb erneut zum Stammspieler. Er stand in den restlichen 15 Ligaspielen bis zur Winterpause 13 Mal in der Startformation und konnte zwei Tore erzielen. Allerdings konnte der TSV Schott Mainz keines der Spiele gewinnen.
Im Januar 2024 schloss sich Assibey-Mensah daraufhin dem 1. FC Bocholt in der Regionalliga West an. Dort unterschrieb er einen Vertrag bis Juni 2025.